# محمد پنجم کلانتان
محمد پنجم کلانتان (پیشتر تنگکو محمد فریس پترا) یانگ دی پرتوان آگونگ پانزدهم مالزی و سلطان کنونی کلانتان است. او در ۱۳ سپتامبر ۲۰۱۰ به عنوان سلطان جانشین پدرش سلطان اسماعیل پترا شد که به دلیل بیماری از سلطنت کنار رفته بود.